# 1re armée (États-Unis)
Pour les articles homonymes, voir 1re armée.
La 1re armée des États-Unis est une formation de l'Armée de terre des États-Unis. Depuis 2006, cette armée sert à encadrer les activités d'entraînement, de préparation et de mobilisation de plusieurs brigades sur le territoire des États-Unis.

## Instauration et Première Guerre mondiale
La 1re armée a été instaurée le 10 août 1918 en tant qu'armée de terre quand suffisamment d'effectifs militaires furent arrivés en France pendant la Première Guerre mondiale.

À la suite de la réorganisation du général Pershing, le 12 octobre 1918, le général Liggett prend le commandement de la 1re armée avec les 1er corps (Dickmann), 5e corps (Summeral), 3e corps (Hines) et deux corps français 17e (Henri Édouard Claudel) et 33e (Marie Gaston Florent Leconte).

En tant que membre de l'American Expeditionary Force (AEF) vers la fin de la Première Guerre mondiale, elle a été la première des trois armées de terre américaine membre de la AEF.

Elle comptait dans ses rangs de nombreuses figures qui jouèrent un rôle important durant la Seconde Guerre mondiale.

La 1re armée a été démobilisée en avril 1919.

## Seconde Guerre mondiale

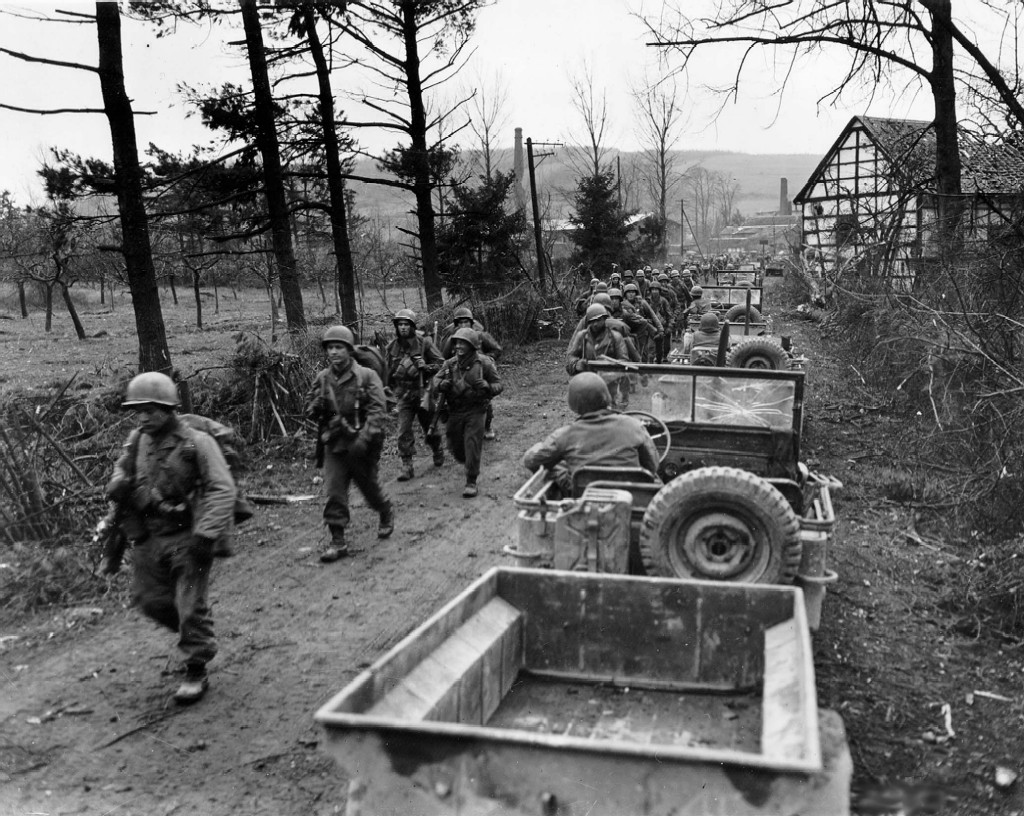
G.I.'s de la 1re division d'infanterie intégrés à la 1re armée en progression vers Frauwullesheim, en Rhénanie du Nord, le 28 février 1945, croisent une colonne de jeeps Willys MB. Avec le Victory Program, 640000 jeeps (General Purpose) seront construites.

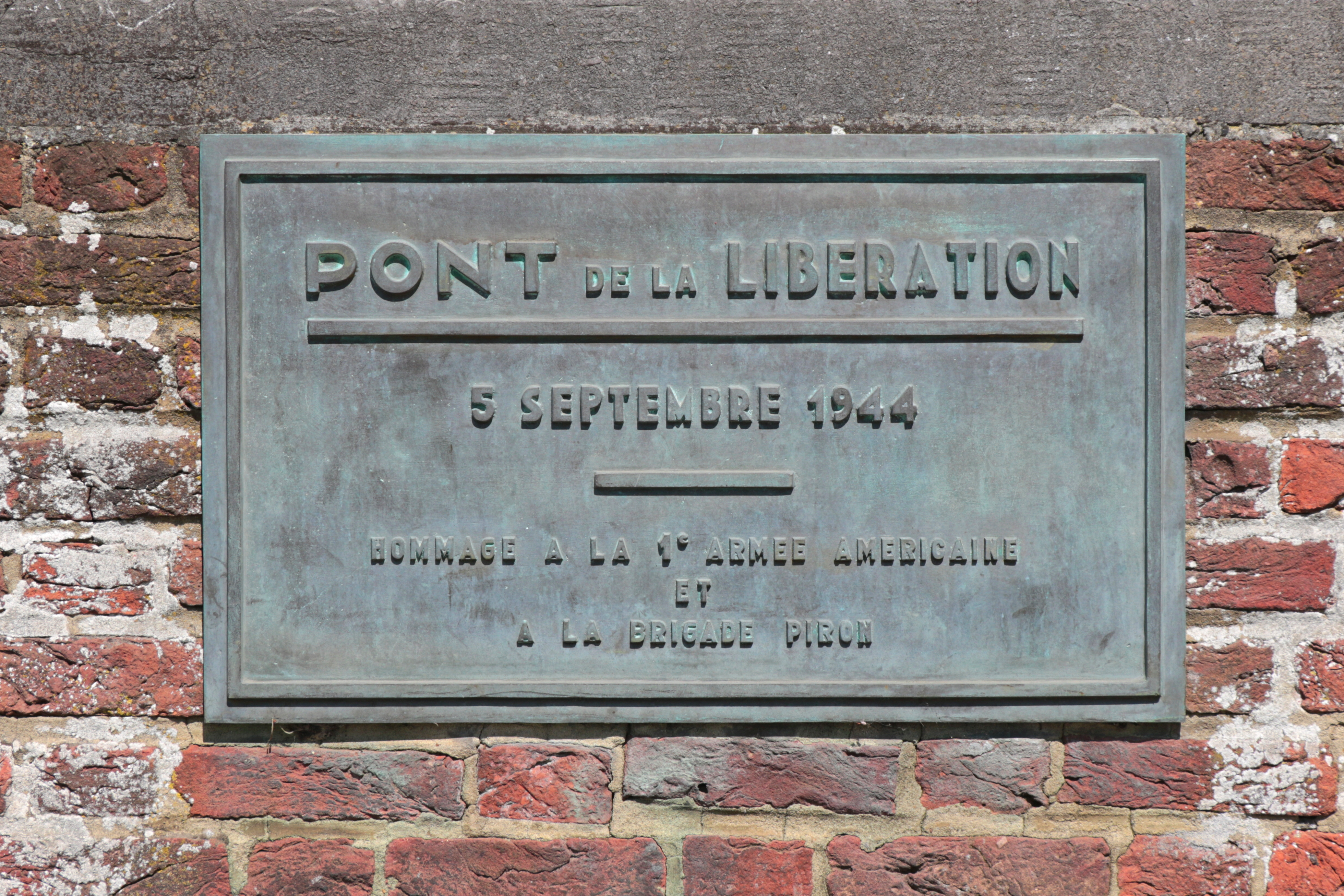
Plaque à la gloire de la 1re armée américaine et de la brigade Piron sur le « Pont de la Libération » à Ottignies en Brabant wallon (Belgique).

Elle fut une des armées du 12e groupe d'armées des États-Unis participant à la guerre en Europe.
Entre juin 1944 et mai 1945, elle perd entre autres 101 chars légers et 797 chars moyens M4 Sherman soit un total de 898 chars et 878 tankistes.

## Héraldique

### Insigne d'épaule
- Description : L'arrière-plan est divisé horizontalement de façon équitable en rouge et blanc. L'insigne fait 8,25 cm de hauteur, 6,35 cm de largeur à la base et 5,40 cm de largeur en haut. La lettre « A » en capitale d'imprimerie, mesurant 7 cm de hauteur, 5 cm de largeur à la base et 4,17 cm de largeur en haut et dont chacun de ses membres font 0,58 cm d'épaisseur est entourée d'une bande d'un vert militaire de 0,32 cm d'épaisseur.

- Symbole :

1. Le rouge et le blanc sont les deux couleurs utilisées pour les drapeaux des armées des États-Unis.
2. La lettre A rappelle le mot Army (armée) et est également la première lettre de l'alphabet, suggérant « Première Armée ».

- Informations complémentaires :

1. La lettre A a été approuvée comme insigne autorisé par le commandant de l'American Expedition Force le 16 novembre 1918 et approuvé par le département de la Défense des États-Unis le 5 mai 1922.
2. L'arrière-plan a été ajouté le 17 novembre 1950.

### Insigne de distinction
- Description :

- Symbole :

- Informations complémentaires : l'insigne a été approuvé le 27 janvier 1969.

## Honneurs

### Faits d'armes
La 1re armée américaine s'est particulièrement distinguée dans les batailles suivantes :
- Première Guerre mondiale

1. Saillant de Saint-Mihiel
2. Meuse-Argonne
3. Lorraine 1918

- Seconde Guerre mondiale

1. Bataille de Normandie
2. Bataille des Ardennes
3. Avancée de Paris au Rhin
4. Invasion de l'Allemagne

### Décorations
- Actions civiques :

1. La Joint Meritorious Unit Award pour ses actions de direction menées à la suite de l'Ouragan Katrina en 2005.